# Llengües ohlone
Les llengües ohlone /oʊˈloʊniː/ (també anomenades costano) són una petita família de llengües de l'àrea de la badia de San Francisco parlada pels pobles ohlone. Juntament amb les llengües miwok són membres de la família lingüística utiana. El treball més recent suggereix que ohlone, miwok i yokuts són branques d'una família lingüística Yok-Utiana.

## Llengües
El costano comprèn vuit varietats testificades: awaswas, chalon, chochenyo (o Chocheño), karkin, mutsun, ramaytush, rumsen, i tamyen. En general la divergència entre aquestes llengües sembla haver estat més o menys equivalent a les de les llengües romàniques, subfamília de les llengües indoeuropees. Grups veïns semblen haver estat capaç d'entendre i parlar els uns amb els altres.
El nombre i la distribució geogràfica de les divisions lingüístiques ohlone reflecteix parcialment la distribució de les missions franciscanes a les seves terres originals. Si bé les llengües conegudes són, en la majoria dels casos, molt diferents, els dialectes intermedis es poden haver perdut com a grups locals reunits a les missions. Un text acabat de descobrir a la Missió de Santa Clara aporta evidències que el chochenyo de l'àrea d'East Bay i el tamyen de la vall de Santa Clara eren dialectes força relacionats d'una única llengua costano de la badia de San Francisco.
Les llengües costano es van extingir totes pels voltants de 1950. Tanmateix avui s'està intentant "revitalitzar" els mutsun, chochenyo i rumsen (tornat a aprendre a partir dels registres guardats).
La classificació a continuació es basa principalment en Callaghan (2001). Altres classificacions enllistes el costano del nord, el costano del sud i el karkin com a úniques llengües, amb els següents subgrups de cada considerats com a dialectes:
- Karkin (Carquin)
  - Costano de la badia de San Francisco 
    - Tamyen (Tamien, Santa Clara Costano)
    - Chochenyo (Chocheño, Chocheno, East Bay Costano)
    - Ramaytush (San Francisco Costano)

  - Awaswas (Santa Cruz Costano) - Potser hi ha hagut més d'un idioma parlat costano dins de l'àrea proposta awaswas, ja que la petita quantitat de material lingüístic atribueix als costano de la Missió de Santa Cruz és molt variable.
  - Chalon ((sard) Cholon, Soledad) - Chalon podria ser una parla de transició entre el costano del nord i del sud.
- Costano del sud
  - Mutsun (San Juan Bautista Costano)
  - Rumsen (Rumsien, San Carlos, Carmel)

## Debat sobre dialecte o llengua
Quan a les vuit branques costano, les fonts difereixen en si eren vuit llengües separades o dialectes. Richard Levy, un lingüista, es contradiu en aquest punt: Primer va dir "els costanos mateixos eren un grup de tribetes [petites tribus] que parlaven una llengua comuna... distingides una de l'altra per petites diferències en dialecte"; tanmateix, després de dir això, va concloure: "Les vuit branques de la família costano eren llengües separades (no dialectes) diferents entre si com l'espanyol i el francès" (Levy, 1978:485, "Language and Territory"). Randall Milliken (1995:24-26) va declarar el 1995 que hi havia vuit dialectes, citant el missioner lingüista Felipe Arroyo de la Cuesta en el sentit que els idiomes semblaven diferents segons hom recorria de missió en missió, però en realitat formen una cadena dialectal d'una tribu local veïna a una altra. Catherine Callaghan (1997, 2001), un lingüista que va investigar les fonts primàries, va oferir evidències que les llengües costano eren diferents, i que només ramaytush, tamyen, i chochenyo potser eren dialectes d'una mateixa llengua. Milliken (2008:6), ell mateix un etnohistoriador i no pas lingüista, va canviar de posició el 2008 per seguir Callaghan, referint-se a llengües costano separades i més que no pas dialectes.

## Topònims nadius
Elsnoms nadius recollits a la missió eren, en alguns casos, principalment noms de viles, en altres el nom assignat a una regió o "grup de propietat de la terra multifamiliar" (Milliken). Encara que molts noms nadius havien estat recollits en registres històrics, la pronunciació i l'ortografia exacta no està encara estandarditzada en anglès modern. Els etnohistoriadors han recorregut a aproximar les fronteres regionals indígenes també. (La paraula que Kroeber encunyà per designar les tribus, bandes i aldees de Califòrnia, tribelet, ha estat publicada en molts registres però podria sonar ofensiva i incorrecta per als Ohlone.)
Molts dels noms de les tribus i dels llogarets coneguts es van recollir als registres de les missions de Califòrnia de baptisme, matrimoni i mort. Alguns noms han vingut dels colons espanyols i mexicans, alguns dels primers viatgers anglo-europeus, i alguns dels registres d'"informants" amerindis. Els parlants van ser els nadius que encara vius que podien recordar detalls de la llengua natal del seu grup.
Alguns dels antics noms de les tribus i dels llogarets van ser extrets dels mapes de la terra ("diseños de terreno") presentats pels beneficiaris en la sol·licitud de reclamacions o dissenys de terres espanyoles i mexicanes ("diseños") que havien estat cartografiades a l'Alta Califòrnia abvans de la Intervenció nord-americana a Mèxic. En aquest sentit, les grans quantitats de material no traduït estan disponibles per a la investigació als registres de Clinton Hart Merriam a la Biblioteca Bancroft, i més material continua sent publicat per les associacions i societats històriques locals.

## Ortografia i pronunciació
Molts dels sons originals foren sentits i copiats pels missioners espanyols utilitzant l'espanyol com a idioma de referència, subjecte a errors humans, posteriorment traduïts a l'anglès i anglicitzats amb el temps. Els errors d'ortografia fets per diferents missioners es mantingueren en registres separats durant un llarg període, en virtut de diversos administradors. Els etnohistoriadors Kroeber, Merriam i altres entrevistaren parlants ohlone i van ser capaços de definir algunes pronunciacions en les llistes de paraules. Els etnolingüistes han utilitzat això amb l'avantatge de crear taules fonètiques que donin una aparença de llengües, especialment el Selected Costanoan Words by Merriam.

## Paraules nadiues
Una taula parcial de paraules prové d'Indian Names for Plants and Animals Among California and other Western North American Tribes de Clinton Merriam. Aquesta llista publicada cobreix 400 paraules ohlone-costano d'entrevistes a parants nadius. Les paraules ohlone llistades estan en pronunciació "anglès fonètic".